# افشین قطبی

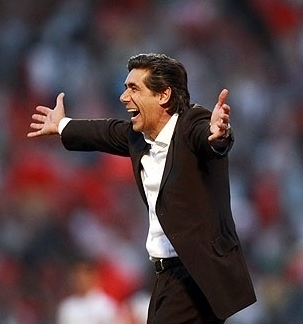
افشین قطبی

سید افشین قطبی (زادهٔ ۱۹ بهمن ۱۳۴۲) مربی فوتبال ایرانی-آمریکایی است  او نخستین سرمربی تاریخ ونکوور اف سی در لیگ برتر کانادا بود که این تیم را از صفر ساخت و به نیمه نهایی جام حذفی کانادا رساند و از ۲۰۲۳ تا ژوئیه ۲۰۲۵ هدایت این تیم را برعهده داشت. وی سابقه سرمربیگری در تیم ملی فوتبال ایران، باشگاه فوتبال پرسپولیس و باشگاه فوتبال فولاد خوزستان و تیم‌هایی در ژاپن، تایلند و چین را در کارنامه دارد.
او که در نوجوانی ایران را ترک کرده بود، فوتبال را در جوانی در آمریکا شروع کرد. قطبی مدتی کمک مربی تیم ملی فوتبال آمریکا بوده و در دوران سرمربیگری گاس هیدینک، دیک آدفوکات و پیم فربیک در تیم ملی فوتبال کره جنوبی کمک مربی این تیم بوده است. او در سال ۲۰۰۷ برای سرمربی‌گری تیم فوتبال پرسپولیس تهران به ایران بازگشت و پرسپولیس را به قهرمانی لیگ برتر ایران رسانید. اما در سال ۲۰۰۸، به سبب آنچه خود «نداشتن احساس امنیت در ایران» عنوان نمود، از سرمربی‌گری در این تیم استعفا داد و ایران را ترک کرده است. افشین قطبی در تاریخ ۲ اردیبهشت ۱۳۸۸ بعد از برکناری علی دایی به عنوان سرمربی تیم ملی فوتبال ایران انتخاب گردید.
پس از ایران، قطبی مربیگری را در خارج از کشور ادامه داد و تیم‌هایی مانند Shimizu S-Pulse (ژاپن)، Buriram United (تایلند) و Shijiazhuang Ever Bright (چین) را هدایت کرد. او در چین موفق شد تیم را به Chinese Super League برساند و در ژاپن تیم‌های جوان و رقابتی ایجاد کرد.
در نوامبر ۲۰۲۲ به بعنوان اولین مربی تاریخ باشگاه ونکوور اف سی، این تیم را از صفر ساخت و توانست این تیم را به نیمه نهایی جام قهرمانی کانادا برساند. قطبی در جولای 2025 بصورت توافقی از این باشگاه جدا شد.

## زندگی
افشین قطبی در ۱۹ بهمن ۱۳۴۳ در نی ریز به دنیا آمد. وی در سال ۱۳۵۶ پس از ازدواج دوم پدرش با زنی آمریکایی، به همراه پدرش ایران را به مقصد کالیفرنیا ترک کرد. او از دانشگاه کالیفرنیا در لس‌آنجلس (UCLA) مدرک کارشناسی مهندسی برق دریافت کرده است.
افشین قطبی متأهل است و همسر وی یوریم قطبی (بیک من) اهل کشور کره جنوبی است.

## مربیگری
او در دهه ۱۳۶۰ خورشیدی در باشگاه‌های آلیتالیا، آتوباهن، ولی ایگلز و فلایرز آمریکا بازی کرد و بعد از آن تا سال ۱۳۷۶ در دانشگاه جنوب کالیفرنیا بازیکن بود. قطبی به مدت ۸ سال کمک مربی تیم ملی فوتبال کره جنوبی بود.

### تجربهٔ سه جام جهانی
افشین قطبی از سال 1997 و همچنین در جام جهانی 1998 به‌عنوان سرپرست استعدادیابی، تحلیلگر و عضو کادر فنی تیم ملی فوتبال ایالات متحده آمریکا زیر نظر استیو سمپسون فعالیت می‌کرد. او در سال‌های 2002 و 2006 نیز به‌عنوان دستیار سرمربی در تیم ملی کره‌جنوبی حضور یافت و نقش مهمی در صعود این تیم به نیمه‌نهایی جام جهانی 2002 ایفا کرد.

### آغاز فعالیت حرفه‌ای
پیش از ورود به مربیگری حرفه‌ای، قطبی، آکادمی AGSS را در کالیفرنیای جنوبی تأسیس کرد که بازیکنانی مانند Peter Vagenas و John O’Brien از آن پرورش یافتند. او در سال‌های 1997 تا 1998 دستیار USMNT بود و در جام جهانی 1998 همراه تیم ملی فوتبال آمریکا حضور داشت. سپس به‌عنوان کمک مربی در باشگاه LA Galaxy فعالیت کرد و در سال 2005 به قهرمانی تاریخی این تیم در دو جام MLS Cup و Supporters’ Shield کمک شایانی کرد.

### تیم ملی فوتبال کره‌جنوبی
افشین قطبی از سال 2000 تا 2007 در فوتبال کره‌جنوبی حضور داشت. او ابتدا به‌عنوان Football Analyst در تیم ملی کره‌جنوبی با Guus Hiddink همکاری کرد و سپس به‌عنوان دستیار مربی در Suwon Samsung Bluewings فعالیت نمود. بعدها دوباره به کادر فنی تیم ملی بازگشت و با مربیانی چون Dick Advocaat و Pim Verbeek همکاری کرد.

### قهرمانی پرسپولیس

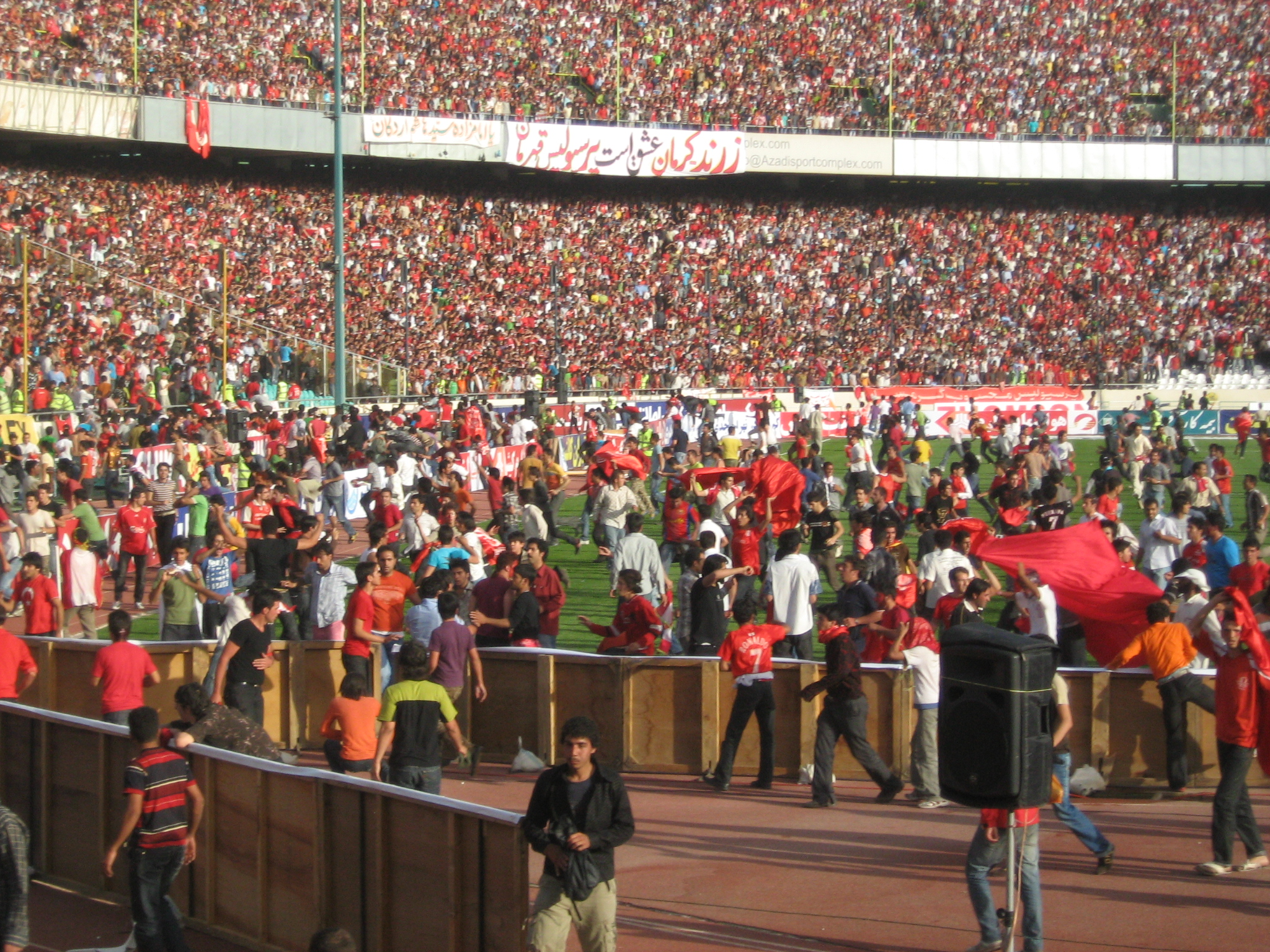
شادمانی یکصدهزار نفر در قهرمانی پرسپولیس با هدایت افشین قطبی

قطبی در سال ۲۰۰۷ برای هدایت تیم فوتبال پرسپولیس تهران به ایران بازگشت. وی توانست در اولین سال حضورش در فوتبال ایران، پرسپولیس را به مقام قهرمانی لیگ برتر فوتبال ایران برساند. و با بازگرداندن انضباط و رویکردی مدرن، تحولی در ساختار تیم ایجاد کرد. هواداران به دلیل سبک رهبری و محبوبیتش او را امپراطور نامیدند. در تاریخ ۳۰ مه ۲۰۰۸ میلادی افشین قطبی رسماً اعلام کرد که برای فصلی دیگر در ایران نخواهد ماند و از عقد قرارداد تازه برای هدایت تیم فوتبال پرسپولیس سرباز زد. وی در این زمینه گفته بود: «پرسپولیس باشگاه من است و در قلبم جا دارد و اگر با پرسپولیس به توافق نرسم با هیچ تیم ایرانی دیگری مذاکره نخواهم نکرد.» او سرانجام در تاریخ ۱۲ خرداد ۱۳۸۷، به همراه همسرش، ایران را به مقصد شهر دبی در امارات متحده عربی ترک کرد.

### تیم ملی فوتبال ایران
در آوریل 2009 به‌عنوان سرمربی تیم ملی ایران انتخاب شد و نخستین ایرانی-آمریکایی بود که این سمت را به دست آورد. اگرچه ایران موفق به صعود به جام جهانی 2010 نشد، اما او نتایج قابل توجهی در دیدارهای دوستانه و مقدماتی به دست آورد. در AFC Asian Cup 2011 ایران با سه برد متوالی صدرنشین گروه شد ولی در مرحله یک‌چهارم نهایی مقابل کره‌جنوبی شکست خورد.
افشین قطبی در تاریخ ۲ اردیبهشت ۱۳۸۸، به عنوان سرمربی تیم ملی فوتبال ایران انتخاب گردید. وی در نامه‌ای که در تاریخ ۵ آبان ۱۳۸۹ منتشر کرد، اعلام کرد جهت بازگذاشتن دست مسئولان فدراسیون فوتبال، پس از مسابقات جام ملت‌های آسیا ۲۰۱۱ داوطلبانه از تیم ملی فوتبال ایران کناره‌گیری می‌کند. وی در توضیح استعفایش اعلام کرد که هیچگاه از وطنش خداحافظی نمی‌کند و تا آخر عمر در خدمت ایرانیان است؛ اما به دلیل کم کردن حاشیه‌ها و فشارهای وارد بر تیم ملی فوتبال ایران، برای اینکار پیش قدم شدم. وی عنوان کرد که استعفایش را دو ماه زودتر از شروع مسابقات جام ملت‌های آسیا ۲۰۱۱ عنوان کرده تا فشار رسانه‌ها از دوش تیم ملی برداشته شود و تیم ملی در آرامش به آمادگی بپردازد. وی همچنین اعلام کرد که تمایل دارد پس از جدایی از تیم فوتبال ایران، در یک تیم خارجی به مربیگری بپردازد.

### Shimizu S-Pulse (ژاپن)
پس از جام ملت‌ها، قطبی با باشگاه Shimizu S-Pulse در لیگ ژاپن قرارداد بست. در طول سه فصل، او تیمی جوان و رقابتی ایجاد کرد، به فینال J.League Cup رسید و بازیکنانی مانند Freddie Ljungberg، Alex Brosque و Eddy Bosnar را جذب کرد.

### Shijiazhuang Ever Bright (چین)
در سال 2016 سرمربی Shijiazhuang Ever Bright شد. او در سال 2019 این تیم را به Chinese Super League رساند و به‌عنوان نخستین مربی ایرانی-آمریکایی موفق به چنین دستاوردی در فوتبال چین شناخته شد. همکاری او با باشگاه در سال 2021 پایان یافت.

### Vancouver FC (کانادا)
در نوامبر 2022، افشین قطبی به‌عنوان نخستین سرمربی تاریخ تیم فوتبال ونکوور در Canadian Premier League منصوب شد.او مسئول ساخت تیم از پایه بود و فلسفه بازی، ساختار تیمی و سیستم توسعه بازیکنان را پایه‌گذاری کرد و تیم را برای نخستین بار در تاریخ باشگاه به نیمه نهایی جام Canadian Championship رساند، جایی که تیم در کنار ونکوور وایت‌کپس، فورج اف‌سی و اتلتیکو اوتاوا رقابت کرد. افشین قطبی با جوان گرایی و بازیکن سازی در طول دوران مربیگری او، چندین بازیکن به تیم‌های ملی دعوت شدند، از جمله تی‌جی طاهید (تیم ملی کانادا U17 و غنا U20)، جیمز کامرون (تیم ملی کانادا U20)، کوین پودگورنی (تیم ملی کانادا U17)، گابی بیطار (تیم ملی لبنان)، میکائل کانتاو (تیم ملی هائیتی) و گرادی مک‌دونل (تیم ملی ایرلند U17) و بازیکنانی که توجه باشگاه‌های اروپایی را جلب کردند، که نشان‌دهنده استعدادسنجی درست بازیکنان جوان و تمرکز او بر پیشرفت آنان بود. با وجود چالش‌ها در رده‌بندی لیگ، دوران مربیگری او به خاطر چشم‌انداز، پایه‌های ساختاری و تعهد به ایجاد حضور مؤثر در جامعه و فوتبال کانادا مورد توجه قرار گرفت. در ۲۳ ژوئیه ۲۰۲۵، باشگاه و قطبی به‌طور توافقی از یکدیگر جدا شدند.

## خانواده
روایات متفاوتی در مورد خانوادهٔ افشین قطبی، به‌ویژه هویت پدر او، مطرح شده است. هنگام بازگشت قطبی به ایران برخی رسانه‌ها مدعی شدند که وی پسر عبدالرضا قطبی، آخرین مدیر رادیو و تلویزیون حکومت پهلوی و پسردائی فرح پهلوی، است. به جهت سویه سیاسی این موضوع در جمهوری اسلامی شایعه مزبور مباحثات بسیاری برانگیخت. اما مدت‌ها بعد قطبی مدعی شد که پدر وی معلم و از اهالی نیریز، استان فارس است و نام وی سید محمد است نه رضا. حبیب کاشانی، مدیرعامل وقت باشگاه پرسپولیس، هم در کنفرانس مطبوعاتی گفته بود: «اعلام کردند ارتباط خانوادگی با رئیس سازمان صداوسیمای طاغوت داشته و از اقوام نزدیک آنها بوده است. گفتند او مشکل سیاسی دارد و مسلمان نیست؛ اما کسی که کنار من نشسته، سید است. پدر و مادر او اهل نی ریز بوده و هر دو از بازنشستگان فرهنگی هستند.» قطبی نیز بعدها در گفتگو با بی‌بی‌سی فارسی، عنوان کرد که پدرش در سال ۱۳۵۶ به آمریکا رفته و با یک پزشک آمریکایی ازدواج کرده است.
پس از انتصاب علی دایی به سمت سرمربی تیم ملی فوتبال ایران و عدم انتخاب قطبی (که در روز قبل انتخاب او به عنوان سرمربی این تیم قطعی به نظر می‌رسید) گفته شده بود که به دلیل نسبت دوری که وی با فرح دیبا داشته، سازمان تربیت بدنی و شخص رئیس‌جمهور مخالف حضور وی بر روی نیمکت تیم ملی بودند.
در سال ۱۳۹۷ بعد از بازگشت دوباره به ایران در مصاحبه ای تلویزیونی با برنامه نود بار دیگر اعلام کرد اصلیت نی ریزی دارد
و پدر او محمد قطبی بازنشسته آموزش و پرورش و از اهالی شهرستان نی ریز فارس است که از خانواده‌های بزرگ و اصیل نی ریز بوده و اکثراً پزشک و از معتمدین بوده‌اند.
در ۱۵ آبان ۱۳۸۹ پدر افشین قطبی برای تماشای بازی ایران و نیجریه به ایران بازگشت. اما خبرآنلاین نام او را «عبدالرضا قطبی» - و نه محمد یا محمدعلی- اعلام کرد و نوشت که او پس از سال‌ها دوری از ایران و زندگی در لس‌آنجلس به ایران بازگشته و اصلیت نی ریزی دارد.